# Olonzac
Olonzac (okzitanisch Lonzac) ist eine französische Stadt mit 1.683 Einwohnern (Stand: 1. Januar 2022) im Département Hérault in der Region Okzitanien. Sie gehört zum Arrondissement Béziers und zum Kanton Saint-Pons-de-Thomières. Die Einwohner werden Olonzaguais genannt.

## Lage
Die Stadt Olonzac liegt in einer Höhe von knapp 50 m ü. d. M. in der Landschaft des Minervois und des gleichnamigen Weinanbaugebiets. Die Entfernung nach Narbonne beträgt etwa 30 Kilometer (Fahrtstrecke) in südöstlicher Richtung; Béziers liegt circa 43 Kilometer östlich von Narbonne und Carcassonne etwa 37 Kilometer südwestlich. Durch Olonzac fließt der Ognon, der hier vom Canal du Midi überquert wird.

## Geschichte
Eine keltische Siedlung (oppidum) wurde im Weiler Bassanel freigelegt. Die älteste Erwähnung des Ortsnamens Olentiacim stammt aus dem Jahr 852: im Jahr 1095 wird der erste namentlich bekannte Grundherr von Olonzac als Begleiter des Grafen von Minerve erwähnt. Im frühen 13. Jahrhundert wurde der Ort in die Albigenserkreuzzüge (1209–1229) verstrickt ohne jedoch selbst in Mitleidenschaft gezogen zu werden. Erst nach der Rückeroberung Carcassonnes durch Raimund Trencavel (1224–1226) geriet der Grundherr (seigneur) von Olonzac, Frottard d’Olonzac in den Verdacht Ketzer zu sein und wurde ermordet. Im Jahr 1318 kam der Ort vom Bistum Narbonne zum Bistum von Saint-Pons-de Thomières. 1348 war das Jahr der großen Pestepidemie in Europa. Im Jahr 1355 machte Edward of Woodstock, der „Schwarze Prinz“ einen Vorstoß in die Region, doch erneut war Olonzac nicht betroffen. Auch in den Hugenottenkriegen (1562–1598) blieb der befestigte und von einer königlichen Garnison beschützte Ort, der sogar zeitweise Sitz der Bischöfe von Saint-Pons-de-Thomières war, von Zerstörungen verschont. Der Ort entwickelte sich zu einem wirtschaftlichen Zentrum in der Region, was durch den Bau des Canal du Midi im 17. Jahrhundert noch verstärkt wurde. Im 19. Jahrhundert wurde die zu klein gewordene mittelalterliche Kirche Notre-Dame abgerissen und durch einen Neubau ersetzt; an der Stelle der romanischen Kirche Saint-Jean-du-Puy entstand eine Markthalle.

### Bevölkerungsentwicklung
| Jahr      | 1800 | 1851 | 1901 | 1954 | 1999 | 2017 |
| Einwohner | 896  | 1603 | 2296 | 2017 | 1568 | 1770 |

Der Bevölkerungsrückgang im 20. Jahrhundert ist im Wesentlichen zurückzuführen auf die Reblauskrise im Weinbau und die zunehmende Mechanisierung der Landwirtschaft.

## Wirtschaft
Der Ort und seine Umgebung waren jahrhundertelang landwirtschaftlich geprägt; die meisten Menschen lebten als Selbstversorger. Im Ort selbst ließen sich Handwerker und Kleinhändler nieder, die auch von Aufträgen aus den Weilern und Einzelgehöften in der Umgebung lebten. Im frühen 19. Jahrhundert wurde der Weinbau vorangetrieben, dessen wirtschaftliche Bedeutung – nach der Reblauskrise im ausgehenden 19. Jahrhundert – noch gewachsen ist. Seit den 1960er Jahren spielt der Tourismus in Form der Vermietung von Ferienwohnungen (gîtes) eine nicht unbedeutende Rolle im Wirtschaftsleben der Gemeinde.

## Sehenswürdigkeiten

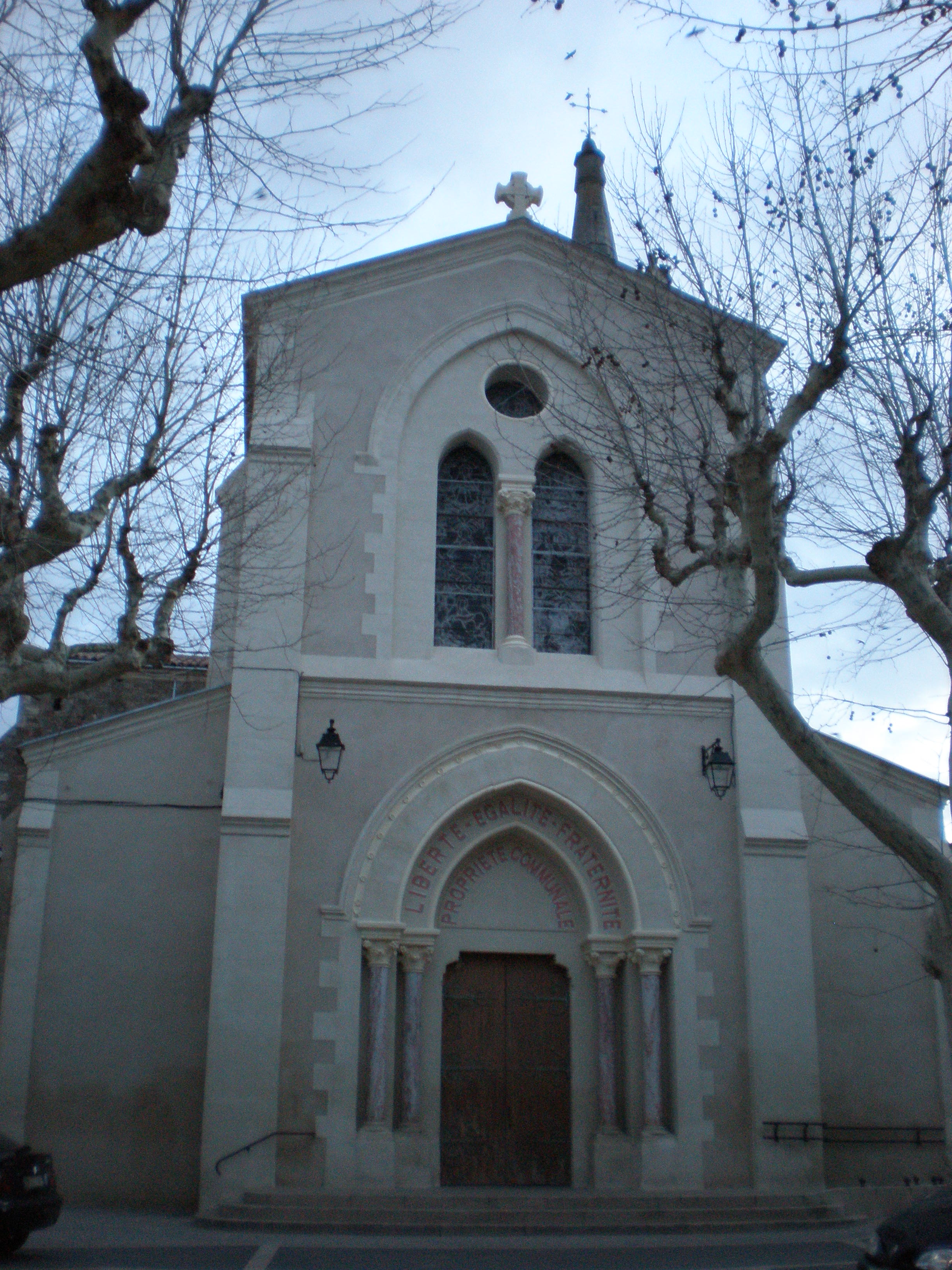
Kirche Notre-Dame-de-l'Assomption

- Die dreischiffige Pfarrkirche Notre-Dame-de-l'Assomption ist ein Bauwerk des ausgehenden 19. Jahrhunderts in einem neoromanisch-neogotischen Mischstil.
- Die aus dem Jahr 1862 stammende Innenausstattung des Café Plana ist noch weitgehend originalgetreu erhalten und seit dem Jahr 1984 als Monument historique anerkannt.[2]
- Im kleinen Musée Archéologique du Minervois werden unter anderem Funde aus dem keltischen Oppidum sowie aus mehreren Dolmen der Umgebung gezeigt.
- An der Stelle des keltischen Oppidums von Bassanel ist nicht mehr viel zu sehen; dennoch wurde die Stätte im Jahr 1978 als Monument historique anerkannt.[3] Die Fundstücke sind im örtlichen Museum ausgestellt.
- Die Schleusen- und Brückenkonstruktionen an der Kreuzung des Canal du Midi mit dem Fluss Ognon sind seit dem Jahr 1998 ebenfalls als Monument historique anerkannt.[4]